# Что делать? (Ленин)
«Что де́лать? Наболе́вшие вопро́сы на́шего движе́ния» — произведение В. И. Ленина, написанное в конце 1901 — начале 1902 годов. Напечатано впервые в 1902 году. Переведено на многие языки.

## История написания
Находясь в эмиграции в Мюнхене, Владимир Ульянов решил создать план организации подпольной политической партии. Публиковать брошюру взялся издатель И. Г. Дитц из Штутгарта. Продажная цена была установлена в один российский рубль или две немецких марки. В целях конспирации автор выбрал себе новый псевдоним «Н. Ленин». В это время Ульянов проживал под видом болгарского юриста Иордана К. Иорданова в зажиточном мюнхенском предместье Швабинг.

## Содержание
Название книги повторяет название романа «Что делать?» Николая Чернышевского, по словам Ленина, преобразовавшего в революционеры сотни человек и изменившего его самого.
Ленин делал акцент на определении марксизма как «живого руководства к действию».

В самой работе Ленин выдвинул теорию, что обычный рабочий класс не в состоянии вести революцию с социал-демократическими целями, а преследует только цель «хлеба и масла»: 
Мы сказали, что социал-демократического сознания у рабочих не могло быть. Оно могло быть принесено только извне. История всех стран свидетельствует, что исключительно своими собственными силами рабочий класс в состоянии выработать лишь сознание тред-юнионистское, то есть убеждение в необходимости объединяться в союзы, вести борьбу с хозяевами, добиваться от правительства издания тех или иных необходимых для рабочих законов и т. п. Учение же социализма выросло из тех философских, исторических, экономических теорий, которые разрабатывались образованными представителями имущих классов, интеллигенцией. Основатели современного научного социализма, Маркс и Энгельс, принадлежали и сами, по своему социальному положению, к буржуазной интеллигенции. Точно так же и в России теоретическое учение социал-демократии возникло совершенно независимо от стихийного роста рабочего движения, возникло как естественный и неизбежный результат развития мысли у революционно-социалистической интеллигенции.
Он обосновал это тем, что у пролетариата нет классового сознания. («Классовое политическое сознание может быть принесено рабочему только извне (курсив Ленина — Прим.), то есть извне экономической борьбы, извне сферы отношений рабочих к хозяевам»).
Ленин показал, что «отвлекать рабочий класс от общеполитической борьбы с царизмом и ограничивать его задачи только экономической борьбой с хозяевами и правительством, как это делали „экономисты“, значит обрекать рабочих на капиталистическое рабство», — отмечает 2-е издание БСЭ.
В Энциклопедическом словаре (1953) отмечается: «В этой работе В. И. Ленин первый в истории марксизма обнажил до корней идейные истоки оппортунизма, заключающиеся в принижении роли социалистического сознания и в преклонении перед стихийностью рабочего движения; поднял на огромную высоту значение теории, сознательности партии, как революционизирующей и руководящей силы стихийного рабочего движения».
Ленин пишет, что «…для „обслуживания“ массового движения нужны люди, специально посвящающие себя целиком социал-демократической деятельности, и… такие люди должны с терпением и упорством вырабатывать из себя профессиональных революционеров».
Он развил концепцию организации революционеров как авангарда рабочего класса, которая должна осуществить социалистическую революцию, ввести и поддерживать диктатуру пролетариата в его интересах и учить массы коммунизму.

«Дайте нам организацию революционеров — и мы перевернём Россию!»

Ленин вспоминал о своей работе над ней: «Когда я писал своё „Что делать?“ — я с головой окунулся в эту работу. Я испытывал радостное чувство творчества. Я знал, с какими теоретическими ошибками противников имею дело, как нужно подойти к этим ошибкам, в чём суть нашего расхождения».

## Оценки
- По оценке Яна Грея[англ.], эта ленинская работа «была важна для русского революционного движения не менее, чем „Капитал“»[8].
- Как отметил С. Н. Земляной: «По крайней мере, с работы „Что делать?“ Ленин настаивал на внутреннем сродстве большевизма с якобинством»[9].